# Archeofulvius
Archeofulvius is een geslacht van wantsen uit de familie van de Miridae (Blindwantsen). Het geslacht werd voor het eerst wetenschappelijk beschreven door Carvalho in 1966.

## Soorten
Het genus bevat de volgende soorten:

- Archeofulvius gulosus (Germar & Berendt, 1856)
- Archeofulvius kotejai Herczek & Popov, 2005